# Juan Carlos Valerón
Juan Carlos Valerón Santana (* 17. Juni 1975 in Arguinegin, Gran Canaria) ist ein ehemaliger spanischer Fußballspieler.

## Karriere

### Vereine
Valerón begann seine Karriere beim spanischen Klub UD Las Palmas. Von 1997 bis 1998 spielte er bei RCD Mallorca, von 1998 bis 2001 für Atlético Madrid.
Im Jahr 2001 wechselte er schließlich zu Deportivo La Coruña. In La Coruña hat der Mittelfeldmann schon lange den Spitznamen Juan Carlos II. Die Ablöse für Valerón bei seinem Wechsel im Jahr 2001 betrug 14 Millionen Euro.
Am 22. Januar 2006 zog sich Valerón beim Spiel der Primera Division gegen RCD Mallorca (2:2) einen Kreuzbandriss im linken Knie zu. Nach einer bis dahin sehr guten Saison, er schoss in 20 Ligaspielen fünf Tore, hätte Valerón gute Chancen gehabt, bei der WM 2006 in Deutschland zu spielen. Am 7. Januar 2007 gab er als Einwechselspieler im Spiel gegen Real Madrid sein Liga-Comeback. Nach dem Abstieg von Deportivo La Coruña zum Ende der Saison 2012/13 verließ Valerón den Verein nach 13 Jahren. Er wechselte für die Saison 2013/14 zurück zu seinem „Heimatverein“ UD Las Palmas, wo er seine Karriere beendete.

### Nationalmannschaft
Mit der U21-Nationalmannschaft nahm Valerón an der vom 23. bis 31. Mai 1998 in Rumänien ausgetragenen Europameisterschaft teil und bestritt alle drei Turnierspiele, einschließlich des mit 1:0 gewonnenen Finales über die U21-Nationalmannschaft Griechenlands.
Von 1998 bis 2005 hat Valerón 46 Einsätze für die spanische Nationalmannschaft zu Buche stehen.

## Erfolge
Nationalmannschaft
- U21-Europameister 1998

Verein
- Deportivo La Coruña
  - Copa del Rey 2002
  - Supercopa 2002